# Direcció general d'Integració i Coordinació d'Assumptes Generals de la Unió Europea
La Direcció general de Coordinació de Polítiques Comunes i d'Assumptes Generals de la Unió Europea és un òrgan de gestió de l'actual Ministeri d'Afers Exteriors, Unió Europea i Cooperació d'Espanya encarregada principalment del seguiment i coordinació de les actuacions dels Ministeris; la preparació del Consell d'Afers Generals de la Unió Europea; el seguiment i coordinació de les qüestions institucionals de la Unió Europea i, en particular, de les seves reformes; la coordinació de la posició espanyola en matèria de política d'ampliació i, si escau, de retirada d'Estats membres de la Unió Europea, i la promoció i defensa del castellà en les institucions de la UE.

## Funcions
Les funcions d'aquesta Direcció general es regulen en l'article 8 del Reial decret 768/2017:
- El seguiment de les actuacions de la Unió Europea en les seves diverses polítiques, el seguiment i la coordinació de les actuacions dels Ministeris en aquestes polítiques i la coordinació del procés de fixació de la posició espanyola davant la Unió Europea en les mateixes.
- La coordinació del procés de fixació de la posició espanyola en la Unió Europea en matèria de política comercial, aranzelària i duanera i matèries fiscals afins.
- La preparació de les reunions del Consell d'Afers Generals de la Unió Europea.
- La coordinació de les polítiques relatives al Espai de Llibertat, Seguretat i Justícia en l'àmbit de la Unió Europea i el seguiment dels Grups i Comitès d'Avaluació Schengen de la UE, així com la coordinació de les avaluacions efectuades a Espanya en aquest àmbit.
- El seguiment i la coordinació de les qüestions institucionals de la Unió Europea i, en particular, de les reformes de la Unió Europea, les relacions amb les institucions europees i la participació de les Comunitats Autònomes en els assumptes europeus, sense perjudici en aquest últim cas de les competències atribuïdes al Ministeri d'Hisenda d'Espanya en les disposicions vigents.
- La coordinació de la posició espanyola en matèria de política d'ampliació i, si escau, de retirada d'Estats membres de la Unió Europea.
- La promoció i defensa del castellà en les institucions de la UE.
- La promoció de presència d'espanyols a les institucions europees.

## Estructura
La Direcció general de Coordinació de Polítiques Comunes i d'Assumptes Generals de la Unió Europea s'organitza en els següents òrgans:
- Subdirecció General d'Assumptes Institucionals.
- Subdirecció General de Relacions Exteriors i Assumptes Comercials.
- Subdirecció General d'Assumptes Econòmics i Financers.
- Subdirecció General d'Assumptes de Justícia i Interior.

## Directors generals
- José Pascual Marco Martínez (2017-)[2]
- Alfonso Díez Torres (2006-2010)
- Enrique Viguera Rubio (2000-2006)
- Fernando Carderera Soler (1996-2000)
- Miguel Angel Navarro Portera (1993-1995)
- Ricardo Díez-Hochleitner Rodríguez (1990-1993)
- Fernando Ballesteros Díaz (1986-1990)
- Vicente Parajón Collada (1985-1986)